# Cynorta quinquesignata
Cynorta quinquesignata is een hooiwagen uit de familie Cosmetidae.